# Freddie
Freddie é uma sitcom americana produzida e distribuída por Warner Bros. Television e co-produzida por Hunga Rican, Excitable Boy! e Mohawk Productions. Estreou em 12 de outubro de 2005 na ABC, sendo cancelada após 22  episódios. É inspirada na vida real de Freddie Prinze Jr., que cresceu em uma casa cheia de mulheres. O seu amigo ao longo da vida, Conrad Jackson, co-criou esta série com ele, juntamente com os produtores executivos Bruce Rasmussen e Bruce Helford.

## Sinopse
Freddie Moreno finalmente conseguiu escapar da casa repleta de mulheres onde ele passou a infância. Após conseguir algum sucesso como chef de um restaurante da moda de Chicago, ele está pronto para encontrar uma paixão e tudo o que a vida de solteiro tem para lhe oferecer, incluindo sair com seu melhor amigo e vizinho Chris.
Infelizmente, ele tem um pequeno problema: após a morte de seu irmão mais velho e o fim do casamento de sua irmã, o bondoso Freddie decide convidar toda a família para morar com ele, incluindo sua cunhada Allison; sua irmã Sofia, junto com sua filha Zoey, de 13 anos; e sua avó, que se recusa a falar qualquer palavra em inglês e responde tudo em espanhol — apesar dela entender todas as palavras.
Embora os membros da família nada convencional talvez sejam um teste para a paciência sem fim de Freddie, eles apoiam e cuidam uns dos outros, como sempre fizeram. Agora tudo o que Freddie tem que fazer é encontrar uma maneira de manter seu bem sucedido estilo de vida de solteiro numa casa repleta de mulheres.

## Elenco
- Freddie Prinze, Jr. - Freddie Moreno
- Brian Austin Green - Chris
- Jacqueline Obradors - Sophia Moreno
- Chloe Suazo - Zoey Moreno
- Mädchen Amick - Allison
- Jenny Gago - Grandma

## Lista de episódios
| N° do episódio | Título                              | Direção         | Roteiro                                                             | Data de transmissão original | Telespectadores do EUA (em milhões) |  |
| --- | ----------------------------------- | --------------- | ------------------------------------------------------------------- | ---------------------------- | ----------------------------------- |  |
| 00 | Pilot                               | John Pasquin    | Freddie Prinze Jr., Conrad Jackson, Bruce Rasmussen & Bruce Helford | 31 de maio de 2006           | 3.74                                |  |
| Nota: Este episódio foi originalmente agendado para ir ar em 5 de outubro de 2005. Por razões desconhecidas, a ABC só o exibiu em 31 de maio de 2006. |                                     |                 |                                                                     |                              |                                     |  |
| 01 | Rich Man, Poor Girl                 | John Pasquin    | Lori Kirkland                                                       | 12 de outubro de 2005        | 9.38                                |  |
| |                                     |                 |                                                                     |                              |                                     |  |
| 02 | Food Critic                         | John Pasquin    | Steven Molaro                                                       | 19 de outubro de 2005        | 8.09                                |  |
| |                                     |                 |                                                                     |                              |                                     |  |
| 03 | Halloween                           | John Pasquin    | Conrad Jackson                                                      | 26 de outubro de 2005        | 8.18                                |  |
| |                                     |                 |                                                                     |                              |                                     |  |
| 04 | After Hours                         | John Pasquin    | Paul Ciancarelli & David DiPietro                                   | 2 de novembro de 2005        | 6.96                                |  |
| |                                     |                 |                                                                     |                              |                                     |  |
| 05 | The War of the Rose                 | John Pasquin    | Tom Hertz                                                           | 9 de novembro de 2005        | 8.35                                |  |
| |                                     |                 |                                                                     |                              |                                     |  |
| 06 | The Italian Job                     | Bob Koherr      | Lori Kirkland                                                       | 16 de novembro de 2005       | 8.58                                |  |
| |                                     |                 |                                                                     |                              |                                     |  |
| 07 | The Courtship of Freddie's Father   | John Pasquin    | Dailyn Rodriguez                                                    | 30 de novembro de 2005       | 8.05                                |  |
| |                                     |                 |                                                                     |                              |                                     |  |
| 08 | Dollars and No Sense                | Bob Koherr      | Andy Berman                                                         | 7 de dezembro de 2005        | 8.13                                |  |
| |                                     |                 |                                                                     |                              |                                     |  |
| 09 | I'll Be Homeless for Christmas      | Bob Koherr      | Kristen Marvin Hughes                                               | 14 de dezembro de 2005       | 7.48                                |  |
| |                                     |                 |                                                                     |                              |                                     |  |
| 10 | Freddie the Himbo                   | Ken Whittingham | Tom Hertz                                                           | 25 de janeiro de 2006        | 6.05                                |  |
| |                                     |                 |                                                                     |                              |                                     |  |
| 11 | The Mixer                           | Katy Garretson  | Steven Molaro                                                       | 1 de fevereiro de 2006       | 7.42                                |  |
| |                                     |                 |                                                                     |                              |                                     |  |
| 12 | Eligible Bachelor                   | Katy Garretson  | Conrad Jackson                                                      | 8 de fevereiro de 2006       | 5.96                                |  |
| |                                     |                 |                                                                     |                              |                                     |  |
| 13 | The Two That Got Away (Part 1)      | Katy Garretson  | Dailyn Rodriguez                                                    | 15 de fevereiro de 2006      | 5.82                                |  |
| |                                     |                 |                                                                     |                              |                                     |  |
| 14 | Two Times a Lady (Part 2)           | Gerry Cohen     | Lori Kirkland                                                       | 22 de fevereiro de 2006      | 5.05                                |  |
| |                                     |                 |                                                                     |                              |                                     |  |
| 15 | Recipe for Disaster                 | Katy Garretson  | Paul Ciancarelli & David DiPietro                                   | 1 de março de 2006           | 5.08                                |  |
| |                                     |                 |                                                                     |                              |                                     |  |
| 16 | The Search for Grandpa Four         | Gerry Cohen     | Tony Gama-Lobo & Rebecca May                                        | 8 de março de 2006           | 5.30                                |  |
| |                                     |                 |                                                                     |                              |                                     |  |
| 17 | To Have Loved Way Too Much and Lost | Bob Koherr      | Conrad Jackson                                                      | 15 de março de 2006          | 5.29                                |  |
| |                                     |                 |                                                                     |                              |                                     |  |
| 18 | Freddie Gets Cross Over George      | Bob Koherr      | Stacey Pulwer                                                       | 22 de março de 2006          | 7.70                                |  |
| |                                     |                 |                                                                     |                              |                                     |  |
| 19 | Freddie and the Hot Mom             | Bob Koherr      | Andy Berman & Kristen Marvin Hughes                                 | 29 de março de 2006          | 6.43                                |  |
| |                                     |                 |                                                                     |                              |                                     |  |
| 20 | Open and Shut                       | Gerry Cohen     | Andy Berman & Kristen Marvin Hughes                                 | 5 de abril de 2006           | 5.80                                |  |
| |                                     |                 |                                                                     |                              |                                     |  |
| 21 | Mother of All Grandfathers          | Gerry Cohen     | Tom Hertz                                                           | 12 de abril de 2006          | 5.84                                |  |
| |                                     |                 |                                                                     |                              |                                     |  |

## American ratings
| Temporada | Temporada | Dia de exibição | Ratings dos EUA | Rede | Rank | Ref.  |
| --------- | --------- | --------------- | --------------- | ---- | ---- | ----- |
| 1         | 2005–2006 | Quarta-feira    | 6.8 milhões     | ABC  | #89  | [ 4 ] |